# Rhagium inquisitor
Rhagium inquisitor là một loài bọ cánh cứng trong họ Cerambycidae.

## Hình ảnh

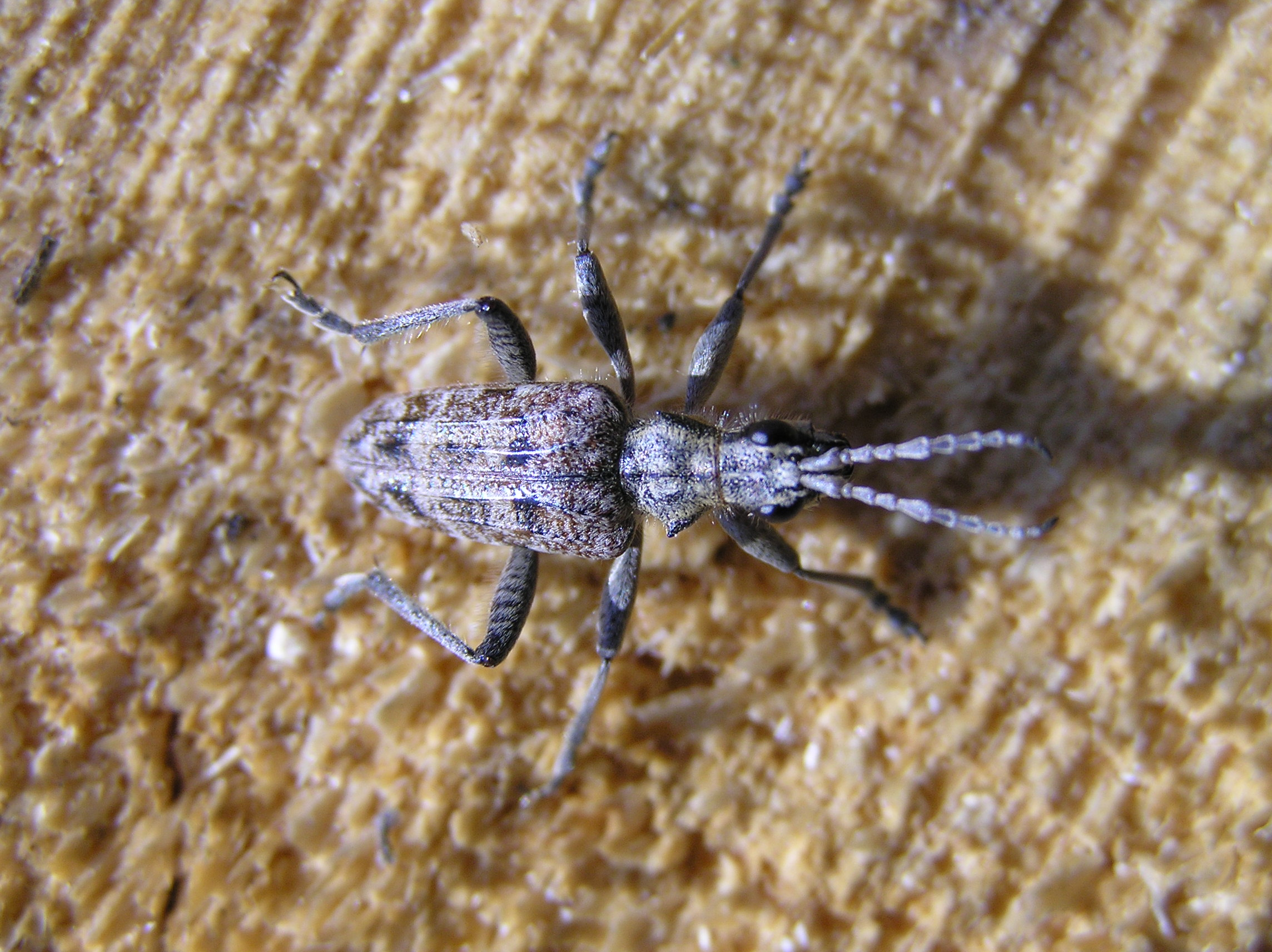
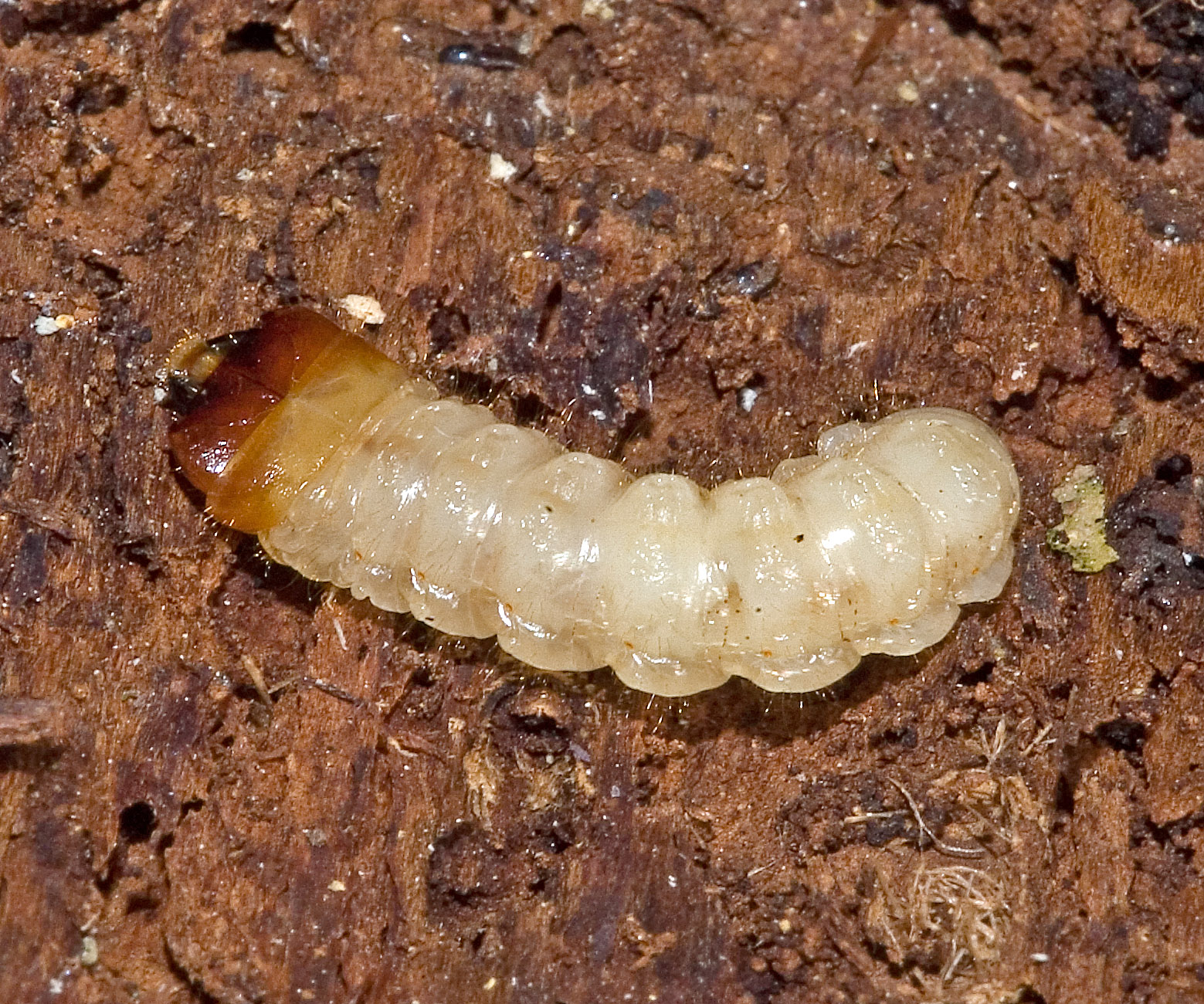
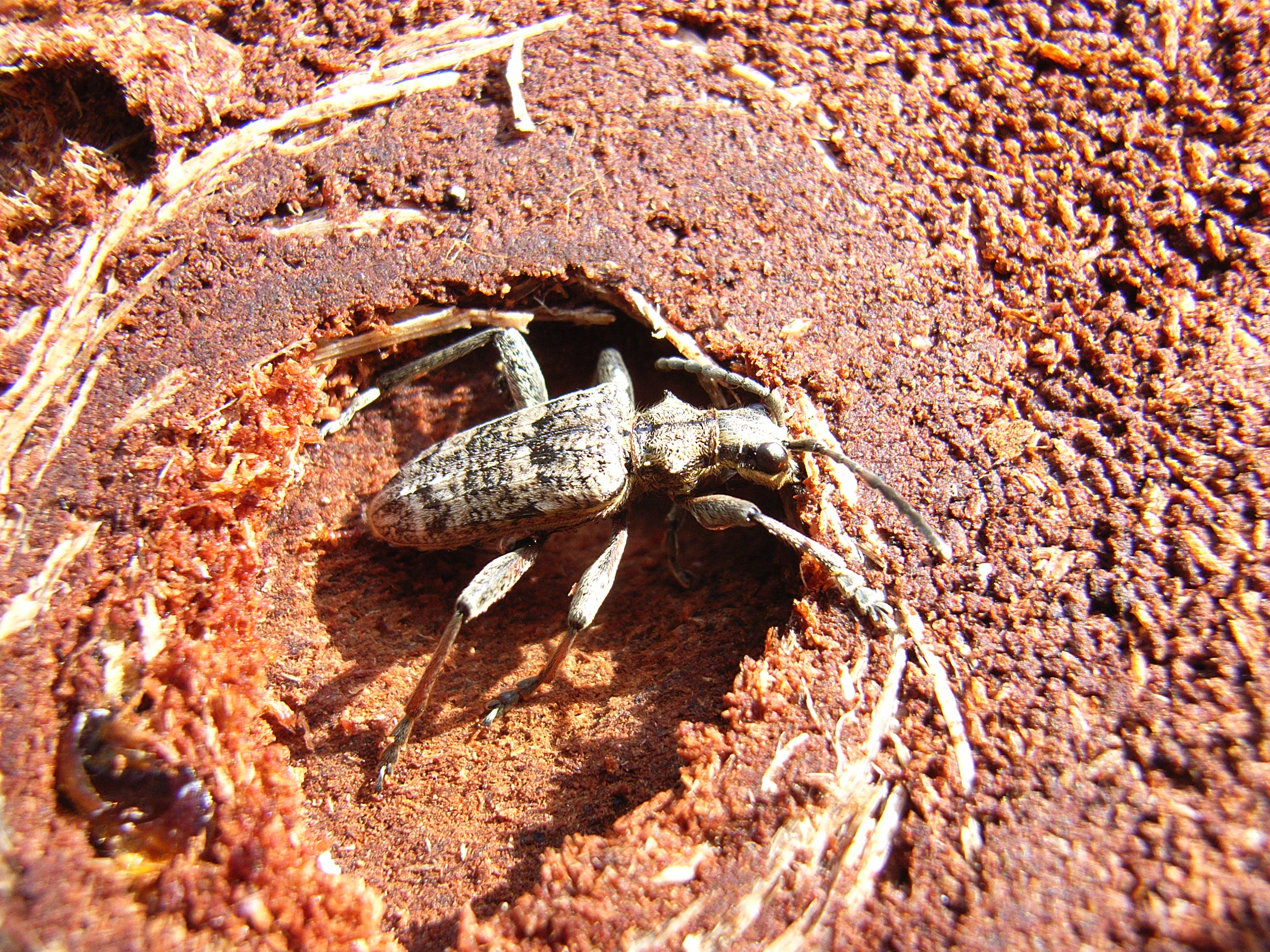
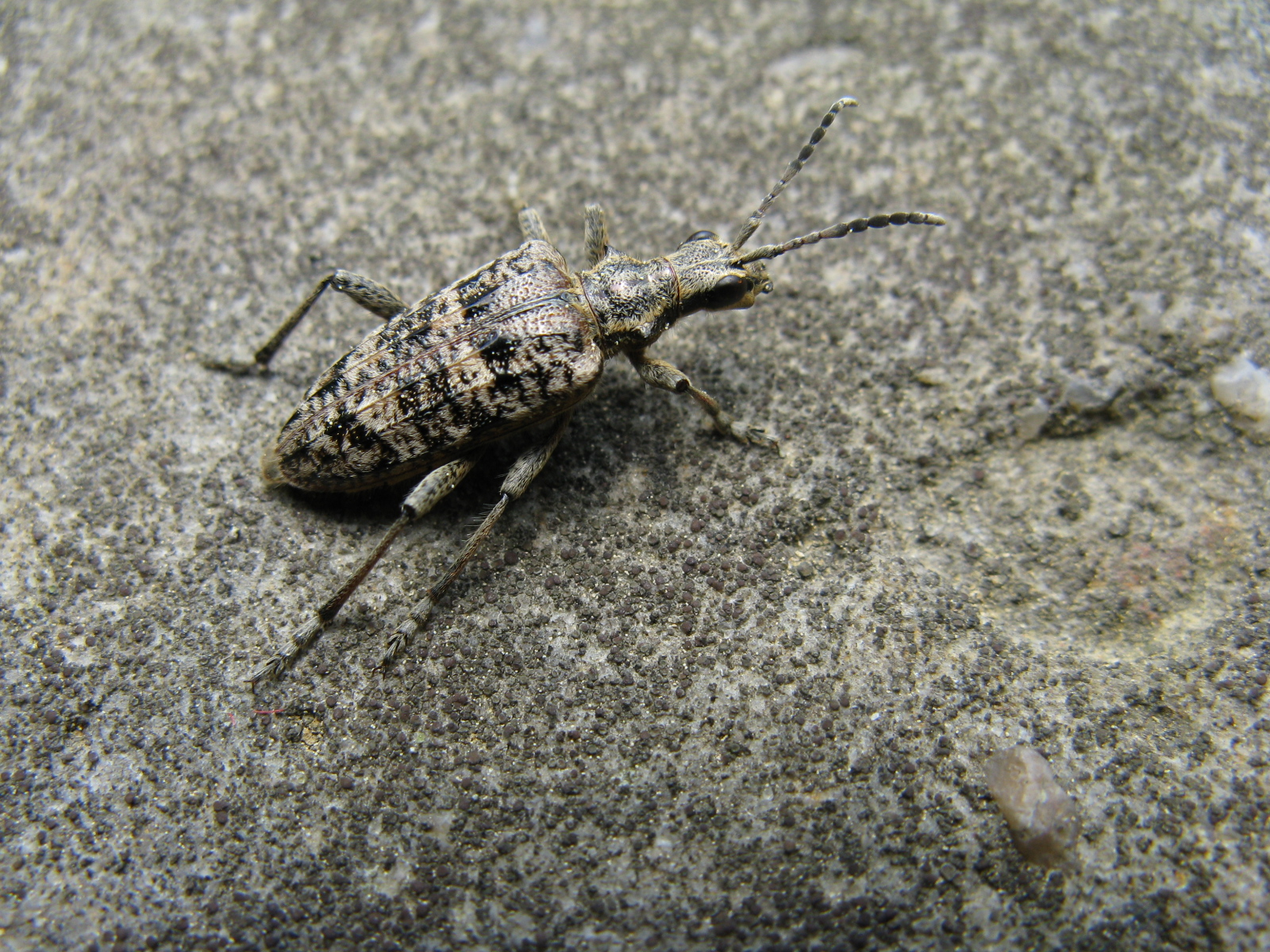